# اورثورپ، نورث‌همپتون‌شر
اورثورپ (به انگلیسی: Overthorpe) یک روستا و محله مدنی در بریتانیا است که در ساوت نورث‌همپتون‌شر واقع شده‌است. اورثورپ ۲۳۵ نفر جمعیت دارد.